# Jemal el-Atassi
Jamal el-Atassi (en arabe : جمال الأتاسي) était un nationaliste arabe, un homme politique et un écrivain syrien, né en 1922 à Homs:135 et mort 2000. Il est l'un des premiers idéologues à avoir rejoint le Parti Baas syrien, peu après sa création. Il a participé à la rédaction de sa charte et c'est lui qui est à la base de la devise du parti, « Une nation arabe unifiée dont le message est éternel ». Il était également rédacteur en chef du journal du parti, Al Baath. Parti qu'il a quitté après quelques années. Jamal al-Atassi est ensuite devenu l'un des principaux opposants politiques à Hafez el-Assad.

## Biographie
Le docteur Jamal est issu d'une célèbre famille politique syrienne, la famille Atassi dont le plus célèbre membre fut Hachem al-Atassi, ancien président syrien. Il fait ses études à l'université de Damas où il reçoit en 1947 le titre de Doctor of Philosophy en psychologie clinique. Il exerce son métier de 1950 à 1958 dans sa ville natale, Homs. Il fait son entrée sur la scène politique grâce au mouvement nationaliste représenté par Gamal Abdel Nasser. Il soutient fortement  l'union de la Syrie et de l'Égypte, qui forme la République arabe unie (RAU) en 1958. Il devient rédacteur en chef du journal nassérien Al Jamaheer (les masses) jusqu'à la fin de l'union, en 1961. Après le coup d'État de Kouzbari, il entre dans l'opposition pro-réunification.
Sa position politique le met en désaccord avec les lois militaires mises en place par le président Nazem Koudsi, il est banni politiquement de 1961 à 1963. En 1963, le Parti Baas procède à un coup d'État et accède au pouvoir. Son cousin, Noureddine al-Atassi devient ministre de l'intérieur. Quant à lui, il devient ministre de l'information, sous le gouvernement de Salah al-Din al-Bitar, l'un des fondateurs du parti Baas. Jamal al-Atassi démissionne de son poste après avoir compris que la réunification de la République arabe unie n'est pas la priorité du parti. C'est ainsi qu'il crée son propre parti politique, l'Union socialiste arabe, un mouvement politique qui veut le retour de la RAU et de la charge de président de la République syrienne à Nasser.

## Coup d'État de Hafez Al-Assad
En 1970, il soutient le coup d'État d'Hafez el-Assad, qui évince son cousin Nour al-Deen et Salah Jedid. Il espère qu'Assad travaillera pour l'unification de l'Égypte et de la Syrie. En 1972, Assad crée le Front national progressiste, une coalition de partis menée par le Baas. Atassi, qui était respecté par les nationalistes, se voit demander par Hafez el-Assad de faire partie des treize membres à la tête du parti. Mais à nouveau, il quitte le parti quand il comprend que l'unification syro-égyptienne n'est ni le but d'Assad ni celui du FNP. Il décide de créer un nouveau parti politique, l'Union démocratique socialiste arabe, mais Assad l'interdit rapidement et Atassi ne peut rentrer au parlement.

## Décès
Il travaille jusqu'à sa mort pour l'idéal panarabe. Il meurt en 2000, Assad lui commande des funérailles semi-officielles d'État. Pendant le printemps de Damas, à la suite de l'élection du président Bachar el-Assad comme président de la république, un mouvement politique, le Forum Jamal al-Atassi pour le dialogue démocratique, qui prend son nom en son honneur. Sa fille, Souheïr al-Atassi, en est la présidente. Mais à la fin de la période de libéralisation de la Syrie, le parti est interdit par Bachar el-Assad.